# Tajik League 2010
De Tajik League 2010 is het negentiende seizoen van het voetbalkampioenschap van Tadzjikistan (Ligai olii Toçikiston).
Het hoogste niveau bestaat uit negen voetbalclubs en er wordt gevoetbald van het voorjaar tot en met het najaar. Titelhouder van vorige seizoen is FK Chatlon.

## Teams
| Team                    | Locatie      | Stadion                        | Capaciteit |
| ----------------------- | ------------ | ------------------------------ | ---------- |
| CSKA Pamir Dushanbe     | Dushanbe     | Central Republican Stadium     | 24.000     |
| Energetik Dushanbe      | Dushanbe     | Central Republican Stadium     | 24.000     |
| Istiklol                | Dushanbe     | Central Republican Stadium     | 24.000     |
| Khayr Vahdat            | Vahdat       | Khair Stadium                  | 8.000      |
| Khujand                 | Khujand      | 20-Letie Nezavisimostistadion  | 25.000     |
| Parvoz Bobojon Ghafurov | Ghafurov     | Furudgoh Stadium               | 5.000      |
| Ravshan Kulob           | Kulob        | Kulob Central Stadium          | 20.000     |
| Regar-TadAZ             | Tursunzoda   | Stadium Metallurg 1st District | 10.000     |
| Vakhsh Qurghonteppa     | Qurghonteppa | Tsentralnyi Stadium            | 10.000     |

## Stand
| Pos | Team                  | Wed | W  | G  | V  | Ptn | DV | DT | +/− | Kwalificatie of degradatie |
| --- | --------------------- | --- | -- | -- | -- | --- | -- | -- | --- | -------------------------- |
| 1   | Istiqlol Dushanbe (C) | 32  | 26 | 6  | 0  | 84  | 76 | 17 | +59 | AFC President's Cup 2011   |
| 2   | Regar-TadAZ           | 32  | 22 | 5  | 5  | 71  | 81 | 24 | +57 |                            |
| 3   | Vakhsh                | 32  | 16 | 8  | 8  | 56  | 42 | 27 | +15 |                            |
| 4   | Khayr Vahdat FK       | 32  | 16 | 6  | 10 | 54  | 59 | 42 | +17 |                            |
| 5   | Energetik Dushanbe    | 32  | 12 | 4  | 16 | 40  | 41 | 44 | −3  |                            |
| 6   | SKA-Pamir Dushanbe    | 32  | 9  | 10 | 13 | 37  | 35 | 51 | −16 |                            |
| 7   | FK Khujand            | 32  | 8  | 8  | 16 | 32  | 42 | 58 | −16 |                            |
| 8   | Parvoz                | 32  | 6  | 6  | 20 | 24  | 35 | 71 | −36 |                            |
| 9   | Ravshan Kulob         | 32  | 1  | 3  | 28 | 6   | 18 | 95 | −77 |                            |

## Topscores
| Rank | Spelers      | Club               | Doelpunten |
| ---- | ------------ | ------------------ | ---------- |
| 1    | Yusuf Rabiev | Istiklol Doesjanbe | 30         |

1992 · 1993 · 1994 · 1995 · 1996 · 1997 · 1998 · 1999 · 2000 · 2001 · 2002 · 2003 · 2004 · 2005 · 2006 · 2007 · 2008 · 2009 · 2010 · 2011 · 2012 · 2013 · 2014 · 2015 · 2016 · 2017 · 2018 · 2019 · 2020 · 2021 · 2022 · 2023 · 2024 · 2025
Chatlon · 
Choedzjand ·
CSKA Pomir · 
Doesjanbe-83 · 
Fajzdjand · 
Istaravshan · 
Istiklol · 
Koektosj Rudaki · 
Lokomotiv Pomir · 
Regar-TadAZ